# Siedlung (Wiesenburg/Mark)
Siedlung ist ein Wohnplatz im Ortsteil Schlamau der Gemeinde Wiesenburg/Mark im Landkreis Potsdam-Mittelmark in Brandenburg. Der Wohnplatz liegt südlich des Ortsteils und nordwestlich des Höhenzuges Schlamauer Berge. Die westlich gelegenen Flächen werden durch einen Graben entwässert, der sich mit einem anderen Strang nördlich der Schlamauer Berge vereinigt und in ein Becken südöstlich von Schlamau führt.